# Bernhard Johnen
Bernhard Johnen (* 18. März 1831; † 18. Mai 1912) war praktischer Arzt und erster ärztlicher Leiter des damaligen Krankenhauses in Düren sowie Initiator eines neuen modernen Krankenhauses. Er war Geheimer Sanitätsrat.
Johnen war Leiter des Maria-Hilf-Hospitals, welches von 1864 bis 1909 an der Marienkirche bestand. Es handelte sich um das frühere Franziskanerkloster. Johnen war der erste Arzt in der Dürener Hospitalgeschichte, den man mit der medizinischen Leitung eines Hospitals beauftragt hatte. Er wohnte im Haus Schenkelstraße 12. 
Das Krankenhaus umfasste ursprünglich acht Krankensäle mit 64 Betten. Durch einen Erweiterungsbau, der im Jahre 1881 in Betrieb genommen wurde, wurde die Bettenkapazität auf 104 Betten erweitert. Das Personal des Krankenhauses bestand zu dieser Zeit aus 13 Schwestern, einem Krankenwärter, einem Hausknecht, einem Gärtner und vier Dienstmägden.
Im Jahre 1866 wütete eine Choleraepidemie und 1871 eine Pockenepidemie in Düren, deren Bekämpfung Bernhard Johnen mit wissenschaftlicher Sorgfalt übernahm.
Das Krankenhaus war sehr fortschrittlich, 1868 wurde die Gasbeleuchtung in Betrieb genommen, 1889 wurde das Krankenhaus an das öffentliche Fernsprechnetz angeschlossen.
1897 konnte der erste Röntgenapparat durch eine großzügige Spende des Industriellen Leopold Peill in Betrieb genommen werden.
Nach einem Brand am 17. Dezember 1890, bei dem der Dachstuhl des Altbaues zerstört wurde, mussten 120 Kranke evakuiert werden, das obere Stockwerk war für mehrere Monate nicht benutzbar. Im Zuge der Reparaturarbeiten erhielt das Krankenhaus zwei Isolierräume und eine Tobzelle. Trotz dieser Maßnahmen entsprach das Haus mit der Zeit nicht mehr seinen Bestimmungen.
Im Jahre 1892 wies der Regierungspräsident in einem Schreiben an den Dürener Stadtrat auf gewisse Mängel im Krankenhaus hin und forderte deren Beseitigung.
In einer Denkschrift legte Johnen im Oktober 1893 dem Magistrat dringend den Neubau des Krankenhauses dar. Bereits im Dezember des gleichen Jahres wurde ein Grundstück an der neuen Roonstraße gekauft, doch schleppten sich die weiteren Planungen hin. Nachdem eine Kommission unter Stadtbaumeister Faensen, Bürgermeister August Klotz und Bernhard Johnen die unhaltbaren Zustände im alten Hospital untersucht hatten, kam die Stadtverordnetenversammlung zu dem Entschluss, alle Ausbaupläne fallen zu lassen und einen Neubau zu planen.
Aber erst am 1. September 1904 wurde der Neubau des Krankenhauses von der Regierung genehmigt.